# Serguei Iessenin
Serguei Iessenin (rus: Сергей Александрович Есенин)  (Konstantinovo, 21 de setembre de 1895 (Julià) - Sant Petersburg, 28 de desembre de 1925), nom completa amb patronímic Serguei Aleksàndrovitx Iessenin (també pot aparèixer com a Essenin, rus: Серге́й Алекса́ндрович Есе́нин) fou un poeta líric rus, un dels més coneguts del segle xx. Es va suïcidar.

## Biografia

### Primers anys

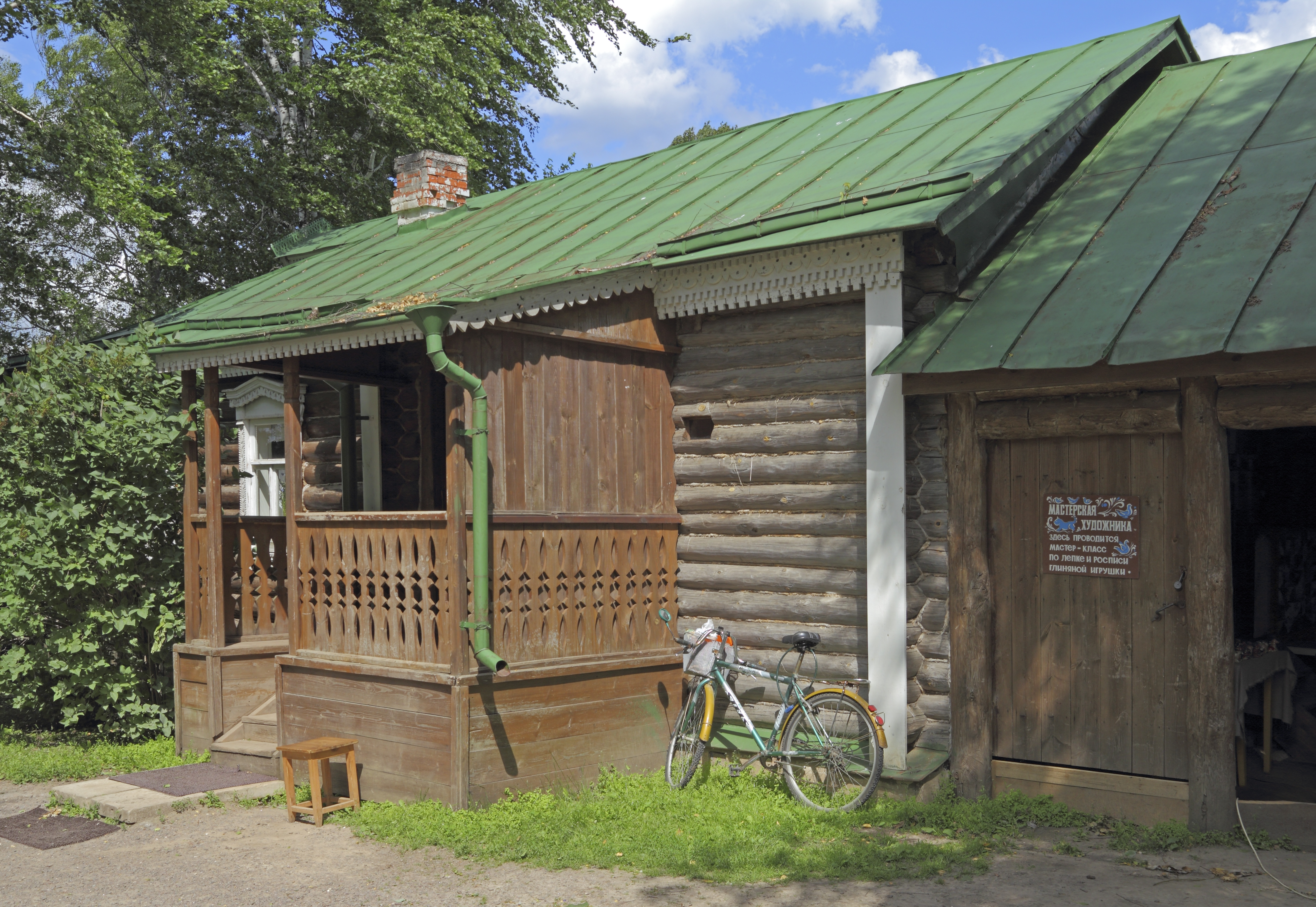
La casa natal de Iessenin a Konstantínovo

Serguei Iessenin va néixer al llogaret de Konstantínovo, situat a l'óblast de Riazan en el si d'una família de pagesos. Va passar bona part de la seva infantesa amb els seus avis, que foren bàsicament els que el varen criar. Va començar a escriure poesia a l'edat de nou anys.
El 1912, Iessenin es va traslladar a Moscou, on es guanyava la vida com a corrector en una impremta. L'any següent es va matricular com a alumne extern a la Universitat de Moscou Xaniavski, i hi va estudiar durant un any i mig. Les seves primeres poesies estaven inspirades en el folklore rus. El 1915, es va traslladar a Petrograd, on va entrar en contacte amb altres poetes com Aleksandr Blok, Serguei Gorodetski, Nikolai Kliúev i Andrei Beli, i va esdevenir ben conegut en cercles literaris. Blok va ser especialment útil en la promoció de la carrera primerenca de Iessenin com a poeta. Iessenin va dir que Beli li va donar el sentit de la forma, mentre que Blok i Kliúev li van ensenyar lirisme.

### Vida i carrera
El 1916, Iessenin publicà el seu primer llibre de poemes, Ràdunitsa (rus: Радуница). Els seus llibres de poesia commovedora sobre l'amor i la vida senzilla el van convertir en un dels poetes més populars del moment. Va contraure matrimoni per primer cop el 1913 amb Anna Izriàdnova, una companya de feina a la impremta, amb la qual va tenir un fill, Iuri.
De 1916 a 1917, Iessenin va ser reclutat per al servei militar, però poc després de la Revolució d'Octubre de 1917, Rússia va sortir de la Primera Guerra Mundial. Convençut que la revolució portaria una vida millor, Iessenin li va donar suport, però aviat es va desil·lusionar. De vegades criticarà el govern bolxevic en poemes com El sever Octubre m'ha enganyat.
L'agost de 1917 Iessenin es va casar per segona vegada amb Zinaïda Raikh (posteriorment actriu i muller de Vsévolod Meierhold), amb la qual va tenir una filla, Tatiana, i un fill, Konstantin. Els pares es van barallar i van viure separats durant algun temps abans del seu divorci el 1921. Tatiana va esdevenir una escriptora notable, i Konstantín Iessenin es convertiria en un conegut historiador del futbol.
El setembre de 1918, Iessenin va fundar la seva pròpia editorial, anomenada "Трудовая артель художников слова" ("Societat Laboral dels Artistes de la Paraula"). Juntament amb Anatoli Mariengof, va fundar el moviment literari rus de l'imaginisme.

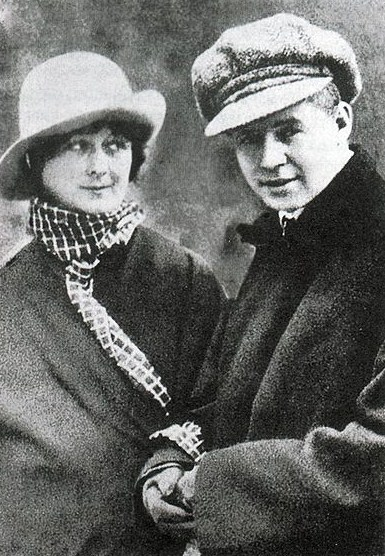
Iessenin i Duncan (1922)

En la tardor de 1921, durant la seva visita a l'estudi del pintor Gueorgui Iakulov, Iessenin va conèixer la ballarina estatunidenca resident a París Isadora Duncan, una dona 18 anys més gran que ell. Ella només sabia una dotzena de paraules en rus i ell no parlava llengües estrangeres. Es van casar el 2 de maig de 1922. Iessenin va acompanyar la seva famosa dona en una gira per Europa i els Estats Units. El seu matrimoni amb Duncan va ser breu i Iessenin va tornar a Moscou el maig de 1923.
El 1923 Iessenin va iniciar una relació sentimental amb l'actriu Avgusta Miklaixévskaia, a qui va dedicar diversos poemes. El mateix any va tenir un fill de la poetessa Nadejda Volpin, Aleksandr Iessenin-Volpin, que esdevindria poeta i va ser un destacat activista del moviment dissident soviètic de la dècada del 1960; emigrà als Estats Units, on esdevingué un famós matemàtic i professor.
El 1925 Iessenin va conèixer i es va casar amb la seva quarta muller, Sofia Andréievna Tolstaia, neta de Lev Tolstoi.

### Mort
El 28 desembre 1925 Iessenin va ser trobat mort a la seva habitació a l'Hotel Angleterre de Leningrad. El seu últim poema, Adéu, amic meu, adéu (До свиданья, друг мой, до свиданья), va ser escrit, segons Wolf Ehrlich, el dia abans: Iessenin es va queixar que no hi havia tinta a l'habitació i es va veure obligat a escriure'l amb la seva pròpia sang.

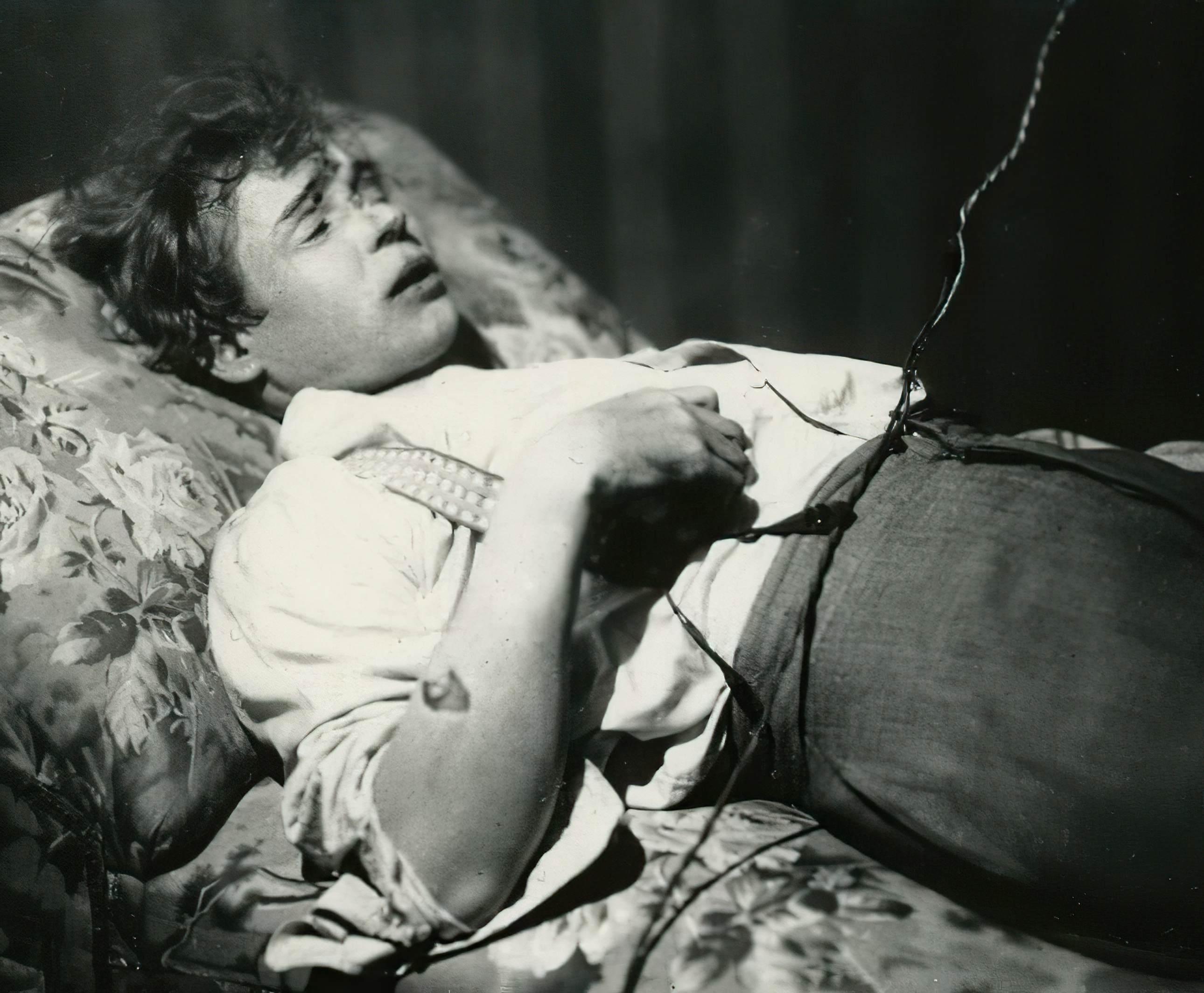
El cadàver de Serguei Iessenin, després que se suicidés (1925)

Després del funeral a Leningrad, el cos del poeta va ser transportat amb tren a Moscou, on també es va organitzar un comiat per als familiars i amics. Va ser enterrat el 31 desembre de 1925 al cementiri de Vagànkovo de Moscou. La seva tomba està marcada per una escultura de marbre blanc.
Hi ha una teoria segons la qual la mort de Iessenin hauria estat en realitat un assassinat, perpetrat per agents de l'NKVD de tal manera que semblés un suïcidi. La novel·la "Iessenin" de Vitali Bezrúkov recrea aquesta versió de la mort de Iessenin. El 2005, la sèrie de TV "Serguei Iessenin", basada en la novel·la (amb Serguei Bezrúkov en el paper de Iessenin) es mostrà a Channel One Russia. La pel·lícula va ser criticada pels experts forenses que van trobar els seus arguments no convincents.
La Universitat Estatal de Riazan rebé el nom del poeta en el seu honor.

### Impacte cultural
Tot i que va ser un dels poetes més populars de Rússia i que se li va dedicar un funeral d'Estat, la majoria dels seus escrits van ser prohibits pel Kremlin durant els governs de Ióssif Stalin i Nikita Khrusxov. La crítica de Nikolai Bukharin a Iessenin va contribuir significativament a la prohibició. Només el 1966 es van reeditar la major part de les seves obres. Actualment els poemes de Iessenin s'ensenyen als escolars russos, molts han estat musicats i s'han enregistrat com a cançons populars. La seva mort prematura, certs comentaris poc elogiosos que li van dedicar alguns membres de l'elit literària, l'adoració de la gent comuna i el seu comportament sensacionalista: tot va contribuir a la imatge popular, quasi mítica, i perdurable del poeta rus.

## Obres
- L'escarlata de l'alba (1910)
- Les altes aigües han llepat (1910)
- El bedoll (1913)
- Tardor (1914)
- Rússia (1914)
- Vaig a simple vista en el camp (1917)
- Vaig sortir de la casa natal (1918)
- Brètol (1919)
- Confessió d'un brètol (1920) (Traducció italià cantada per Angelo Branduardi)
- Jo sóc l'últim poeta del poble (1920)
- Oració pels primers quaranta dies de morts (1920)
- No em fa llàstima, no ho dic, no ploris (1921)
- Pugatxev (1921)
- Terra de pocavergonyes (1923)
- Una alegria que em queda (1923)
- Carta a la mare (1924)
- Taverna Moscou (1924)
- Confessions d'un brètol (1924),
- Una carta a una dona (1924),
- Desolada i pàl·lida llum de lluna (1925)
- L'home negre (1925)
- Per al gos de Katxalov (1925)
- Adéu, amic meu, adéu (1925) (El seu poema de comiat)

| Original en rus До свиданья, друг мой, до свиданья. Милый мой, ты у меня в груди. Предназначенное расставанье Обещает встречу впереди. До свиданья, друг мой, без руки, без слова, Не грусти и не печаль бровей,- В этой жизни умирать не ново, Но и жить, конечно, не новей. | Traducció catalana Adéu, amic meu, adéu tu estàs en el meu cor. Una separació predestinada promet un retrobament futur. Adéu, amic meu sense encaixar la mà ni la paraula no t'entristeixis i cap malenconia sobre les celles. Morir en aquesta vida no és nou però tampoc és nou viure |

## Traduccions al català
- Poesia russa contemporània. Antologia. Barcelona, Edicions 62, 1991. Primera edició dins la col·lecció Les millors obres de la literatura universal / Segle XX. Rústega amb solapes. 202 pàgines. Estudi introductori i edició de Ricard San Vicente. ISBN 9788429731958